# Pachygrapsus
Genre
Pachygrapsus est un genre de crabes côtiers de la famille des Grapsidae. De récentes données génétiques indiquent une possible polyphylie du genre. 

## Liste d'espèces
Selon WRMS et Systema Brachyurorum  :
- Pachygrapsus corrugatus (von Martens, 1872)
- Pachygrapsus crassipes Randall, 1840
- Pachygrapsus fakaravensis Rathbun, 1907
- Pachygrapsus gracilis (Saussure, 1857)
- Pachygrapsus laevimanus Stimpson, 1858
- Pachygrapsus loveridgei Chace, 1966
- Pachygrapsus marmoratus (Fabricius, 1787)
- Pachygrapsus maurus (Lucas, 1846)
- Pachygrapsus minutus A. Milne-Edwards, 1873
- Pachygrapsus planifrons de Man, 1888
- Pachygrapsus plicatus (H. Milne Edwards, 1837)
- Pachygrapsus propinquus de Man, 1908
- Pachygrapsus socius Stimpson, 1871
- Pachygrapsus transversus (Gibbes, 1850)

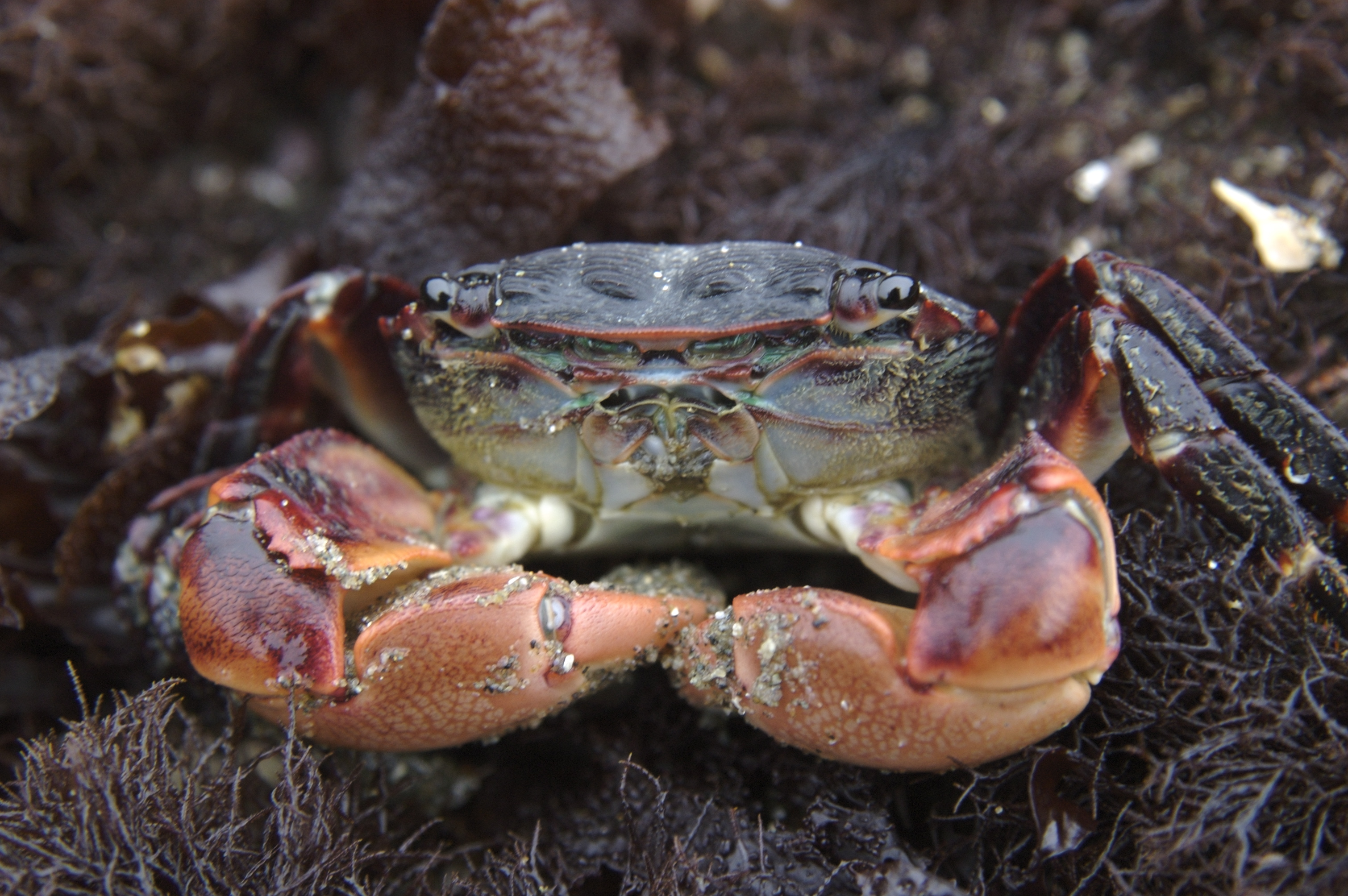
Pachygrapsus crassipes
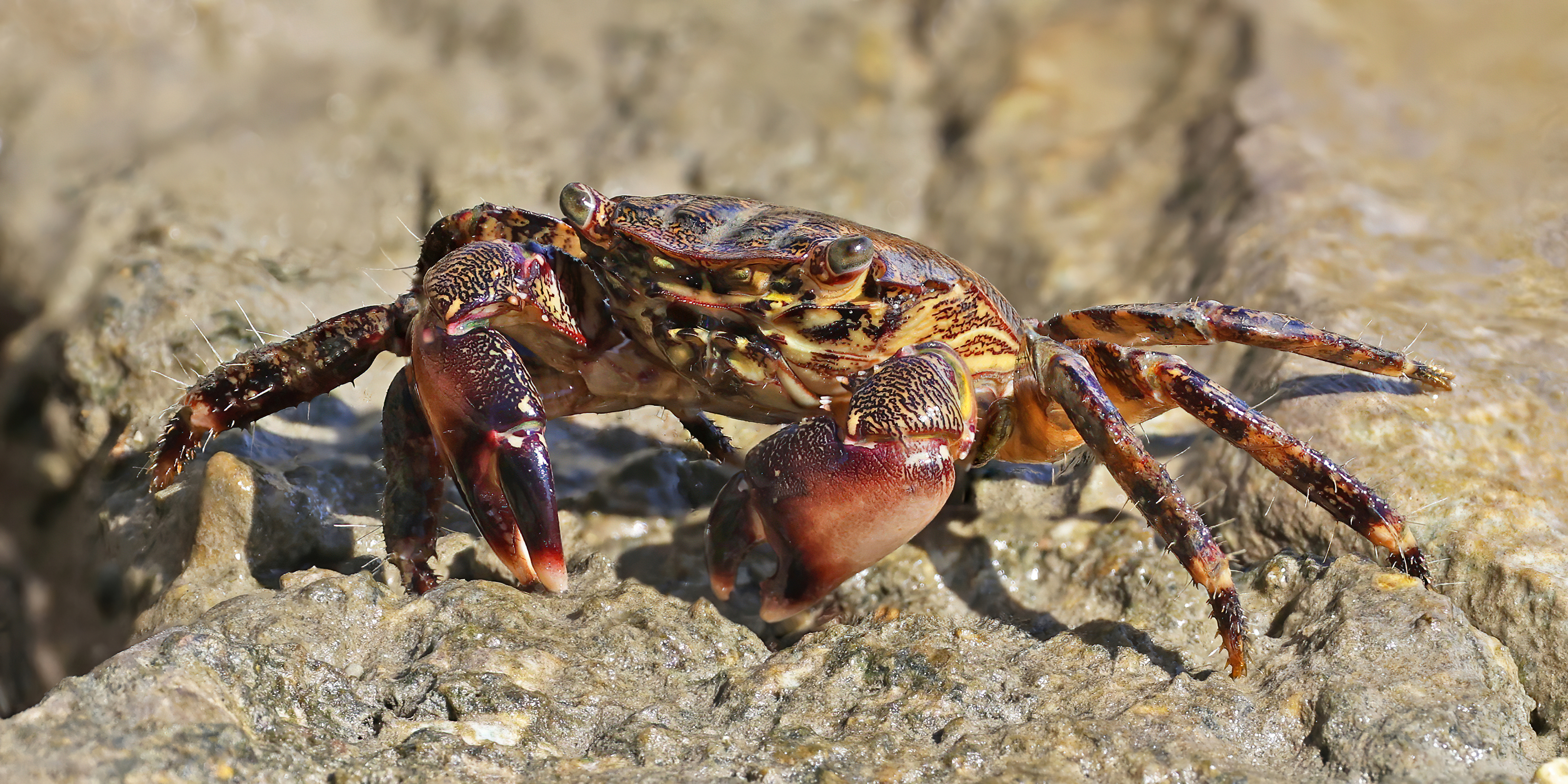
Pachygrapsus marmoratus
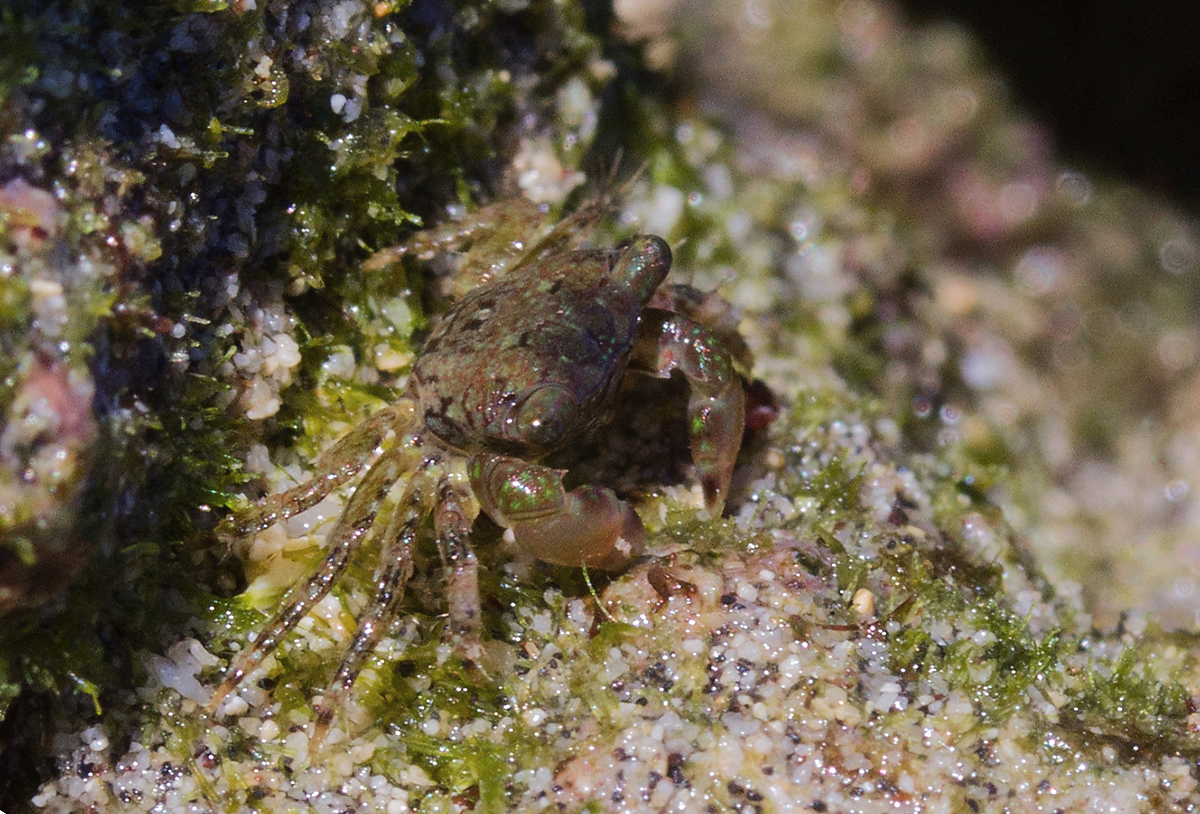
Pachygrapsus minutus